# Parti communiste du Népal (marxiste-léniniste unifié)
Cette page contient des caractères d'alphasyllabaires indiens. En cas de problème, consultez Aide:Unicode.
Pour les articles homonymes, voir Parti communiste du Népal.
Le Parti communiste du Népal (marxiste-léniniste unifié) ou PCN (MLU) ou ML (en anglais : Communist Party of Nepal (Unified Marxist-Leninist) ou CPN-UML, CPN (UML) ou UML est un parti politique népalais. Malgré son nom, le PCN(MLU) est considéré comme un parti de centre gauche,, à l'idéologie social démocrate.
Il a été fondé en 1991 par fusion de deux anciens partis communistes :
- le Parti communiste du Népal (marxiste-léniniste) ou PCN(ML) ;
- le Parti communiste du Népal (marxiste) ou PCN(M).

Depuis la restauration du Parlement par le roi Gyanendra en avril 2006, le PCN(UML) participe aux deux gouvernements intérimaires successifs dirigés par Girija Prasad Koirala.
Dans le cabinet nommé le 1er avril 2007, le PCN(UML) est représenté par six ministres, dont une femme, Sahana Pradhan, qui détient le portefeuille des Affaires étrangères. En 2017, le Parti marxiste-léniniste unifié forme l'Alliance de gauche pour la stabilité et la prospérité avec les maoïstes. Aux élections législatives et régionales de décembre 2017, le Parti marxiste-léniniste unifié obtient 49 % des voix et le parti maoïste 22 %, ouvrant la voie à un gouvernement commun.
Entre 2018 et 2021, le PCN(MLU) fusionne avec le Parti communiste unifié du Népal (maoïste) au sein du Parti communiste du Népal.

## Assemblée constituante
Le PCN-MLU dispose, dans l'Assemblée constituante mise en place à la suite du scrutin du 10 avril 2008, de 108 sièges (sur 601) :
- 33 députés (sur 240) élus au scrutin uninominal majoritaire à un tour ;
- 70 députés (sur 335) élus au scrutin proportionnel de liste à un tour ;
- 5 députés (sur 26) nommés par le gouvernement intérimaire multipartite.

L'un de ses dirigeants, Subash Chandra Nemwang, a été le seul élu à se porter candidat aux fonctions de président de l'Assemblée constituante, le 23 juillet 2008, recevant le soutien de 14 partis sur les 25 représentés à l'assemblée, et a été élu à l'unanimité.
Entre 2009 et 2011, durant une période d'instabilité politique, plusieurs cadres du Parti communiste du Népal (marxiste-léniniste unifié) ont été Premiers ministres, gouvernant en coalition avec le Congrès népalais. Après le scrutin de 2013, le PCN(UML) participe à nouveau au gouvernement, cette fois dirigé par le Congrès népalais.

## Résultats électoraux

### Élections législatives
| Année | Voix      | %     | Rang | Sièges    |
| ----- | --------- | ----- | ---- | --------- |
| 1991  | 2 040 102 | 27,98 | 2e   | 69 / 205  |
| 1994  | 2 352 601 | 30,85 | 1er  | 88 / 205  |
| 1999  | 2 728 725 | 31,66 | 2e   | 71 / 205  |
| 2008  | 2 183 370 | 20,33 | 3e   | 108 / 601 |
| 2013  | 2 239 609 | 23,66 | 2e   | 175 / 575 |
| 2017  | 3 173 494 | 33,25 | 1er  | 121 / 275 |
| 2022  | 2 845 641 | 26,95 | 1er  | 78 / 275  |